# Sikana
 (juillet 2023).
La mise en forme du texte ne suit pas les recommandations de Wikipédia : il faut le « wikifier ».
Les points d'amélioration suivants sont les cas les plus fréquents :
- Les titres sont pré-formatés par le logiciel. Ils ne sont ni en capitales, ni en gras.
- Le texte ne doit pas être écrit en capitales (les noms de famille non plus), ni en gras, ni en italique, ni en « petit »…
- Le gras n'est utilisé que pour surligner le titre de l'article dans l'introduction, une seule fois.
- L'italique est rarement utilisé : mots en langue étrangère, titres d'œuvres, noms de bateaux, etc.
- Les citations ne sont pas en italique mais en corps de texte normal. Elles sont entourées par des guillemets français : « et ».
- Les listes à puces sont à éviter, des paragraphes rédigés étant largement préférés. Les tableaux sont à réserver à la présentation de données structurées (résultats, etc.).
- Les appels de note de bas de page (petits chiffres en exposant, introduits par l'outil «  Source ») sont à placer entre la fin de phrase et le point final[comme ça].
- Les liens internes (vers d'autres articles de Wikipédia) sont à choisir avec parcimonie. Créez des liens vers des articles approfondissant le sujet. Les termes génériques sans rapport avec le sujet sont à éviter, ainsi que les répétitions de liens vers un même terme.
- Les liens externes sont à placer uniquement dans une section « Liens externes », à la fin de l'article. Ces liens sont à choisir avec parcimonie suivant les règles définies. Si un lien sert de source à l'article, son insertion dans le texte est à faire par les notes de bas de page.
- La présentation des références doit suivre les conventions bibliographiques. Il est recommandé d'utiliser les modèles {{Ouvrage}}, {{Chapitre}}, {{Article}}, {{Lien web}} et/ou {{Bibliographie}}. Le mode d'édition visuel peut mettre en forme automatiquement les références.
- Insérer une infobox (cadre d'informations à droite) n'est pas obligatoire pour parachever la mise en page.

Pour une aide détaillée, merci de consulter Aide:Wikification.
Si vous pensez que ces points ont été résolus, vous pouvez retirer ce bandeau et améliorer la mise en forme d'un autre article.
 (avril 2024).
Sikana est une organisation française à but non lucratif. Elle s’est donnée pour objectif de réduire la pauvreté en créant et partageant gratuitement des programmes vidéos éducatifs. Pour mener à bien ses ambitions, Sikana parcourt le globe à la recherche d’initiatives qui permettent de lutter contre les inégalités à travers l’éducation. Sikana facilite l'acquisition de compétences pratiques et de savoir-être grâce à ses tutoriels, offrant ainsi l'opportunité d'améliorer le quotidien, de développer des aptitudes et d'accroître son autonomie.
Sikana s’est implantée aux 4 coins du monde grâce à ses antennes en Inde, en Chine, au Brésil, au Mali et en France. 
Les programmes vidéos sont tournés en étroite collaboration avec les experts les plus qualifiés dans leur domaine, épaulés par un réseau international de bénévoles qui traduisent et diffusent les programmes dans un large éventail de langues.
Afin de toucher le plus grand nombre de personnes à travers le monde, les contenus vidéos sont disponibles gratuitement et libres de droits sur le site internet de Sikana ainsi que sur la plateforme YouTube. Sikana est aussi très active sur les réseaux sociaux : Facebook, Instagram, Twitter, TikTok et LinkedIn.
Sikana travaille en coopération avec d'autres associations de terrain, des ONG telles que la croix rouge, La Leche League ou encore la LPO mais aussi des écoles dans le but d'assurer la transmission des savoirs au sein des communautés locales. Cette collaboration permet d'enrichir le catalogue de Sikana tout en fournissant du matériel de support éducatif pour illustrer le travail des différentes organisations. Ainsi, chaque acteur, en poursuivant ses propres intérêts, contribue également à l'intérêt commun. Cette collaboration engendre un cercle vertueux à tous les niveaux, permettant à chacun de jouer un rôle actif dans le processus de création.
L'éducation manque de moyens et les besoins sont grandissants, c’est pourquoi l’association est convaincue que les nouvelles technologies font partie de la solution. En effet, aujourd’hui nous vivons dans un monde de plus en plus connecté : quelque 5 milliards de personnes ont accès à un écran. D'après ce constat, Sikana s’appuie également sur des statistiques parues dans un article du magazine Forbes. Elles suggèrent que les individus retiennent 95% du contenu d'une vidéo, alors que la lecture permet de retenir seulement 10% des informations. Le format vidéo offre de nombreuses possibilités, il est très impactant tandis que son support est peu onéreux et largement accessible dans le monde via les différentes plateformes.
Les programmes diffèrent par leur portée, certains ont une dimension internationale, à l'instar du programme Allaitement élaboré en partenariat avec La Leche League. Tandis que d'autres ont un impact plus local mais tout autant important, comme la série de vidéos destinée à enseigner les gestes de lutte contre Ebola.

## Historique
Sikana signifie apprendre et enseigner en hindi. La vision de Sikana est illustrée par son logo, il représente une main faisant le signe de l’anneau. Ce signe est l’expression de l'assentiment et de l'approbation, aussi il traduit la recherche du perfectionnement. La main transmet les savoirs, la main modèle et façonne le monde autour de nous, pour Grégory Flipo (cofondateur Sikana) : « Nous voulons construire quelque chose pour l’intérêt général qui nous survive et où chacun peut apporter sa pierre ».  En somme,  la philosophie de Sikana peut être résumée en une phrase, selon l'un de ses  fondateurs : « L’éducation et principalement l’accès au savoir-faire est le moyen le plus efficace de lutte contre la pauvreté, le chômage, l’exclusion, le réchauffement climatique ou l’accès au bonheur durable. » .
Sikana est née de la coopération de deux français : Simon Fauquet et Grégory Flipo. Ils se sont rencontrés pour la première fois en 2006 à Bangkok. Simon travaille alors bénévolement au sein de l'association Urgence humanitaire Asie. Il participe à la construction d’une école pour les réfugiés Hmong en provenance du Laos, tandis que Grégory est en stage de fin d'étude. Rapidement, ils se retrouvent autour des valeurs de partage, d'échange et de rencontre que le thème du voyage véhicule. Les voyages forment la jeunesse et les deux hommes se quittent avec la ferme intention de bâtir ensemble un avenir meilleur. Simon entreprend des études de cinéma pendant que Grégory part pour un tour du monde, avec son projet Latitude Responsable, à la rencontre de micro-entreprises qui proposent des solutions low-tech dans les pays en voie de développement.
Ils se retrouvent quelques années plus tard à Lille, nous sommes au début des années 2010, YouTube est en pleine effervescence, le moment est venu de lancer l’aventure Sikana. Leur travail est rapidement salué, en particulier dans la presse régionale, avec la publication d'un article dans La Voix du Nord, le journal titre : « Sikana invente à Lille une révolution éducative mondiale par la e-vidéo ». La reconnaissance ne tarde pas à venir, en 2012 ils sont nommés lauréat de Lille métropole innovation, aujourd’hui rebaptisé Hodéfi, ainsi qu'auprès du Réseau Entreprendre pour la promotion 2013. Tout en restant fidèles à l’esprit d'origine, ils documentent les savoirs et font parler la vidéo là où les mots viennent à manquer. 

## Développement de l'association
Les programmes vidéos sont regroupés autour de 6 grands thèmes : habitat, sport, cuisine, arts, nature et santé. Chaque thème documente une grande variété de sujets. À ce jour, Sikana a publié 75 programmes éducatifs pour 2300 vidéos traduites dans une quinzaine de langues pour un total cumulé à près d’un milliard de vues sur la plateforme YouTube. Pour les auteurs de cette véritable encyclopédie vidéo des savoir-faire, ce projet devient chaque jour plus réel, plus palpable.
Sikana est dépendante du financement de ses mécènes ainsi que des dons de sa communauté. Les dons permettent à Sikana de financer leurs serveurs ainsi que le développement et la maintenance de leurs outils collaboratifs.